# Miyama

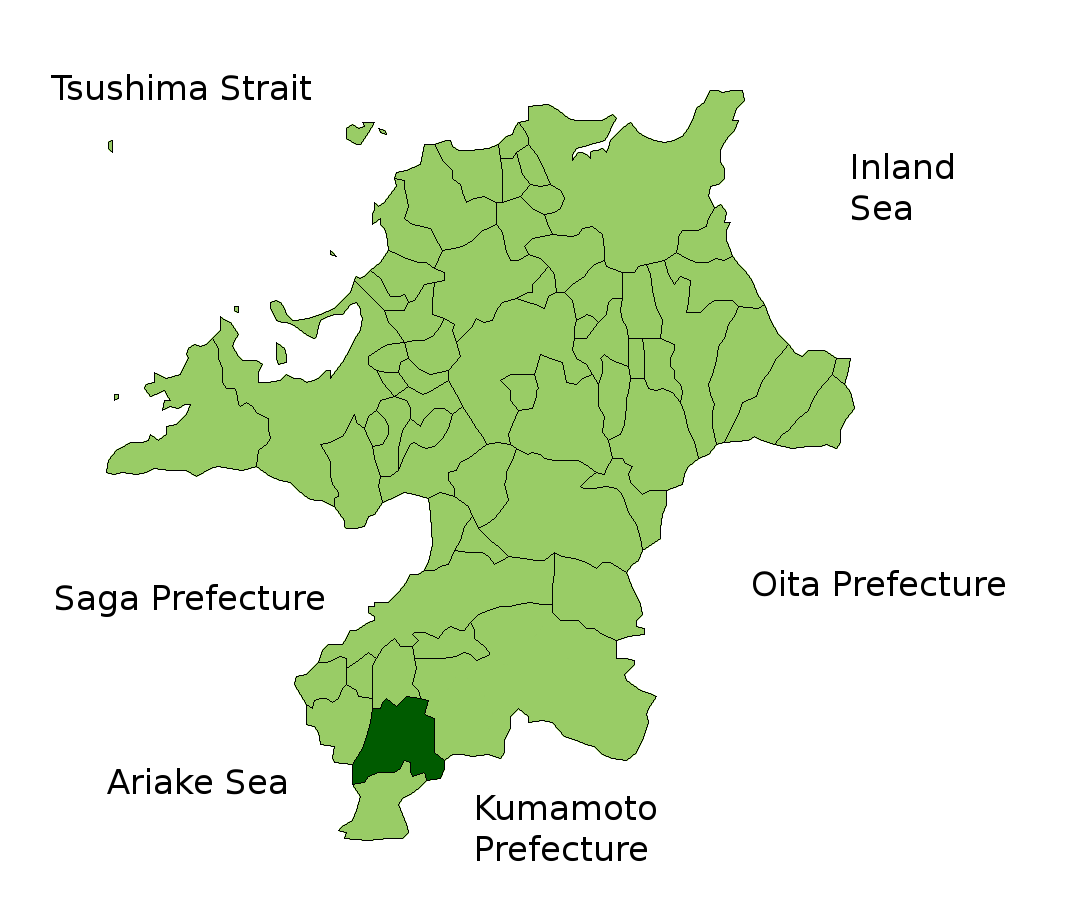

Miyama (みやま市 Miyama-shi?) este un municipiu din Japonia, prefectura Fukuoka.